# Empar Fernández
Empar Fernández Gómez (Barcelona, 1962) es una novelista, columnista de prensa y profesora de historia española residente en Cornellá de Llobregat. También ha escrito guiones para documentales históricos y obras de divulgación histórica.

## Trayectoria
Nacida en El Turó de la Peira de Barcelona, Fernández sabía que quería ser escritora desde muy pequeña. Su padre trabajaba en el almacén de la editorial Juventud y nunca faltaron libros en su casa. Se licenció en psicología clínica, y a pesar de que no ha ejercido nunca, los conocimientos adquiridos se reflejan en sus obras. También es licenciada en Historia Contemporánea por la Universidad de Barcelona y desde hace muchos años trabaja como profesora de Educación Secundaria en un instituto de San Feliú de Llobregat.
Su producción literaria es muy diversa, pero la novela negra y de género detectivesco ocupan un lugar principal. En su trayectoria hay que destacar la colaboración con Judith Pujadó; juntas han publicado Planeta ESO y la obra satírica 30, 40, a edad amarga. También ha trabajado con Pablo Bonell Goytisolo; juntos han escrito y publicado 6 novelas entre las que destaca la trilogía de género policíaco protagonizada por el subinspector Santiago Escalona (Las cosas de la muerte, Mala sangre y Un mal día para morir) o la novela histórica La mirada infinita. También ha escrito, en colaboración con Júlia Tardío, La jornada interminable. La novela negra ocupa un lugar privilegiado dentro de su producción en solitario; ha escrito mucha y de calidad.

## Obras
La lista de obras publicadas por Fernández, algunas de las cuales han sido galardonadas, es:
- La ciutat foradada (1998). Guion de cine. Ganadora del premio Serra i Moret.
- Horacio en la Memoria (2000). Ganadora del XXV Premio Cáceres 2000 de novela corta.
- Para que nunca amanezca (2001).
- Vostres i de la causa. Cornellanenques del 36 (2006). Assaig.
- El loco de las muñecas (2007). Finalista del IX Premio Unicaja de novela Fernando Quiñones 2007.
- La jornada interminable. Vida y trabajo de las mujeres andaluzas en Cornellà de Llobregat (2008). Ensayo. Coautora con Júlia Tardà.
- Hijos de la derrota (2008). traducida al catalán por la propia autora con el título Fills de la derrota.
- La cicatriz (2009). Ganadora Premi Rejadorada de Novel·la Curta.
- Mentiras Capitales (2010).
- Sin causa aparente (2011)
- La mujer que no bajó del avión (2014)
- La última llamada (2015). Finalista al Tenerife Negro 2015.[3]
- Maldita verdad (2016).[4] Ganadora del Premio Ciudad de Santa Cruz de novela negra, del Festival Atlántico del Género Negro Tenerife Noir, edición de 2017.
- Hotel Lutecia (2017).
- Irina (2018).
- La epidemia de la primavera (2018).
- Líbranos del mal (2020)
- Som uns pringats (2021)
- Será nuestro secreto (2022), primer libro del inspector Tedesco.
- El miedo en el cuerpo (2023), segundo libro del inspector Tedesco.
- L'accident (2023)
- Contra el dolor (2024)
- El instante en que se encienden las farolas (2025), tercer libro del inspector Tedesco.

### Con Pablo Bonell Goytisolo
- Cienfuegos, 17 de agosto (2004)
- Las cosas de la muerte (2006), trilogía del subinspector Santiago Escalona.
- Mala sangre (2007), trilogía del subinspector Santiago Escalona.
- Un mal día para morir (2009), trilogía del subinspector Santiago Escalona.
- Hombre muerto corre (2012).
- La mirada infinita (2014).
- Líbranos del mal (2020), continuación de la trilogía del subinspector Santiago Escalona.

### Con Judith Pujadó
- 30, 40 y la edad amarga (2004).
- Planeta ESO (2002). Ganadora del Premio Pere Quart de Humor y Sátira.